# Dodie Smith
Pour les articles homonymes, voir Smith.
Dorothy Gladys « Dodie » Smith, née le 3 mai 1896 à Whitefield, dans le Grand Manchester, et morte le 24 novembre 1990 à Uttlesford, dans l'Essex, est une romancière, dramaturge et scénariste britannique principalement connue pour deux de ses ouvrages de littérature d'enfance et de jeunesse : Le Château de Cassandra (I Capture the Castle, 1949) et Les 101 Dalmatiens (The Hundred and One Dalmatians, 1956).

## Biographie
Née en 1896, enfant unique d'une famille aisée, elle passe son enfance dans la maison de ses grands-parents, près de Manchester, où sa mère emménage après la mort de son mari en 1898. Elle développe très tôt une passion pour le théâtre, d'autant que son grand-père est un spectateur assidu des salles et qu'il y amène souvent sa petite-fille, que sa mère rêve de devenir comédienne et que son oncle Harold Furber la guide dans ses lectures de Shakespeare comme de pièces contemporaines. À l'âge de 10 ans, elle écrit sa première pièce et commence à jouer sur scène de petits rôles d'enfant.
En 1910, sa mère se remarie et déménage à Londres. La jeune Dodie, maintenant âgée de 14 ans, poursuit ses études dans des établissements de Manchester, puis entre en 1914 à la Royal Academy of Dramatic Art, sise à Londres. Sa mère, atteinte d'un cancer du sein, pousse sa fille à devenir membre de la secte de Science chrétienne, ce qui ne l'empêche pas de mourir du mal qui la ronge. Après le décès de sa mère, Dodie accepte un emploi dans un magasin de meubles. Sa carrière d'actrice stagnant, elle devient dramaturge. Elle obtient un gros succès en 1936 avec Call It a Day, sa quatrième pièce, qui lui permet d'acheter une maison dans l'Essex. En 1938, sa pièce de théâtre Dear Octopus rencontre également le succès..
Pendant la Deuxième Guerre mondiale, elle s'installe aux États-Unis. Sa carrière de dramaturge marque alors le pas, principalement parce qu'elle tient à ses positions d'objecteur de conscience.  Elle cosigne néanmoins le scénario du film La Falaise mystérieuse (The Uninvited), réalisé en 1944 par Lewis Allen. Son principal souci demeure toutefois le mal du pays, car elle ne parvient pas à s'adapter aux mœurs et coutumes américaines. C'est dans ces circonstances qu'elle écrit à Doylestown (Pennsylvanie) son premier roman Le Château de Cassandra (I Capture the Castle), paru à son retour en Angleterre en 1949.
Amie des écrivains du scénariste Charles Brackett, du dramaturge John Van Druten, de l'écrivain Christopher Isherwood et du romancier A. J. Cronin, elle adapte pour la scène, en 1952, le roman Reverberator de Henry James, en s'inspirant du style observé par William Archibald quand il a adapté, en 1950, la nouvelle Le Tour d'écrou du même auteur sous le titre Les Innocents (The Innocents). En 1954, elle adapte aussi pour la scène son propre roman Le Château de Cassandra (I Capture the Castle).
En 1956, elle publie Les 101 Dalmatiens (The Hundred and One Dalmatians), roman pour la jeunesse qui obtient un beau succès,, dont la notoriété est amplifiée encore par l'adaptation au cinéma, en 1961, pour le film du même nom par les réalisateurs Clyde Geronimi, Wolfgang Reitherman, Hamilton Luskeles des studios Disney. Une suite à ce roman, La Grande Nuit des dalmatiens (The Starlight Barking), paraît en 1967.
Elle meurt en 1990, à 94 ans, et demande à être incinérée. Ses cendres sont dispersées au vent. Elle nomme comme exécuteur testamentaire l'écrivain Julian Barnes, une tâche qui se révélera difficile puisque, entre autres choses, les studios Disney, détenteur des droits pour le roman Le Château de Cassandra depuis sa parution en 1949, rechignent à payer leur dû. Barnes en fait état dans son essai Literary Executions.

## Œuvres

### Pièces de théâtre
- Autumn Crocus (1931)
- Service (1932)
- Touch Wood (1934)
- Call It A Day  (1935)
- Bonnet Over the Windmill (1937)
- Dear Octopus (1938)
  - Chère Pieuvre, trad. Catherine Romensky et Jean-Joël Huber, Éditions du Brigader, 2024
- Lovers and Friends (1943)
- Letter from Paris (1952)
- I Capture the Castle (1954)
- These People, Those Books (1958)
- Amateur Means Lover (1961)

### Romans
- I Capture the Castle (1949) Publié en français sous le titre Trois Femmes dans un château, traduit par Josette Hesse, Paris, B. Arthaud, 1950, 340 p. ; nouvelle traduction par Anne Krief sous le titre

Le Château de Cassandra, Paris, Gallimard jeunesse, 2004, 476 p.  (ISBN 2-07-055862-2)
- The Hundred and One Dalmatians (1956) Publié en français sous le titre Plus on est de chiens, traduit et adapté par Pierre Bonvallet, illustrations par Jean Reschofsky, Paris, Hachette, coll. « Idéal-Bibliothèque » no 185, 1960, 192 p.
- The New Moon with the Old (1963)
- The Town in Bloom (1965)
- It Ends with Revelations (1967)
- The Starlight Barking (1967) Publié en français sous le titre La Grande Nuit des dalmatiens, traduit et adapté par Pierre Bonvallet, illustrations par Jacques Poirier, Paris, Hachette, coll. « Idéal-Bibliothèque » no 359, 1969, 186 p.
- A Tale of Two Families (1970)
- The Girl from the Candle-lit Bath (1978)
- The Midnight Kittens (1978)

### Autobiographies
- Look Back with Love: a Manchester Childhood (1974)
- Look Back with Mixed Feelings (1978)
- Look Back with Astonishment (1979)
- Look Back with Gratitude (1985)

## Filmographie

### Scénarios
- La Falaise mystérieuse (The Uninvited, 1944), coécrit avec Frank Partos
- La Part du jeu (Darling, How Could You!) (1951), coécrit avec Lesser Samuels

### Films adaptés de ses œuvres
- Looking Forward (1933), adapté de Service
- Autumn Circus (1934)
- Une journée de printemps (Call It a Day, 1937)
- Dear Octopus (1943)
- Les 101 Dalmatiens (1961)
- Les 101 Dalmatiens, remake en prise de vues réelles réalisé en 1996, avec Glenn Close en Cruella d'Enfer.
- 102 Dalmatiens (2000)
- Les 101 Dalmatiens 2 : Sur la trace des héros, second long métrage d'animation sorti en 2003.
- Rose et Cassandra (2005)